# Pseudonortonia kisangani
Pseudonortonia kisangani är en stekelart som först beskrevs av Joseph Charles Bequaert 1918.  Pseudonortonia kisangani ingår i släktet Pseudonortonia och familjen Eumenidae. Inga underarter finns listade i Catalogue of Life.